# Constant Huygelen
Constant (Stan) Alfons Huygelen (Aartselaar, 8 oktober 1929 - Leuven, 13 februari 2001) was een Belgisch veearts en viroloog.

## Biografie
Constant (Stan) Huygelen, zoon van Victor Huygelen (Kontich, 2 januari 1904 - Reet 8 april 1981) landbouwer, melkboer en Irma Bouwens (Kontich, 18 februari 1905 - Aartselaar, 13 maart 1941) gestorven aan de verwikkelingen van een griep tijdens de Tweede Wereldoorlog hij was 11 jaar en penicilline was toen nog niet in gebruik. Dit heeft de kleine Stan zo getekend dat het de rode draad van zijn leven werd, hij wilde uitvinder van medicijnen worden en hij heeft deze droom kunnen verwezenlijken.
Constant Huygelen was een zeer goede leerling en kreeg een beurs om te studeren, dankzij het Fonds voor meest begaafden kon hij zijn Grieks-Latijnse humaniora aan het O.L.V.College in Boom afmaken. In 1948 schreef hij zich in voor de studies van veearts aan de Rijksuniversiteit van Gent (RUG) nu UG. Als zoon van een landbouwer had hij niet veel keuze en zijn studies werden mogelijk gemaakt door een studielening die hij als een van de weinigen kreeg dankzij zijn resultaten.
Stan Huygelen promoveerde in juli 1954 tot dokter in de veeartsenijkunde en werd waarnemend assistent, eerste categorie aan de RUG tot 31 maart 1955. Daarna specialiseerde hij zich in tropische geneeskunde aan het Prins Leopold Instituut voor Tropische Geneeskunde (ITG) in Antwerpen.
De opleiding voor dierenartsen was toen dezelfde als deze van de geneesheren, met uitzondering van de cursus "pathologie van dieren". De samenwerking tussen dierenartsen en medici was dan ook intens. Daarnaast volgde hij ook opleidingen in virologische technieken aan de medische faculteit van de RUG nu UGent.
In februari 1955 trouwde hij met Lily Boeykens. Zij kregen drie kinderen en zes kleinkinderen.

### Loopbaan
Vanaf 1955 tot 1960 ging hij in overheidsdienst aan het werk in Belgisch-Congo en Rwanda, als ambtenaar van het ministerie van Afrikaanse Zaken, in de plaats van legerdienst, het betrof een vervangende burgerdienst.
Aan een carrière geraken in Kongo was echter niet eenvoudig, dat was enkel weggelegd voor de (Franstalige) elite.
Constant Huygelen was van 1955 tot 1957 werkzaam in het gebied van Luapale-Moero in Katanga en Lubumbashi, het vroegere Elisabethstad is de voornaamste stad in de regio.
Daar werd op 23 december 1956 hun eerste dochter geboren, Kerstin Huygelen
Vanaf 1957 was hij hoofd van de afdeling virologie van het veterinair laboratorium in Astrida nu Butare in Ruanda verantwoordelijk voor het grondgebied van Ruanda-Urundi en Kivu. Constant Huygelen was verantwoordelijk voor het uitvoeren van vaccinaties, de behandeling van trypanosomiase of slaapziekte en van parasitosen van het vee. In het labo bestudeerde men aanvankelijk vooral enterobacteriae en typhus, Q-koorts, rickettsia, malaria, salmonellose, mycobacteria en dierlijke en humane parasitosen.
Het werk dat gericht was op menselijke aandoeningen bestond uit de productie van een vaccin tegen pokken en de productie van een Fermi-type vaccin met intracerebrale inoculatie van schapen.
Er werd geen onderzoek verricht op chimpansees en in dit labo werd ook geen vaccin tegen polio gemaakt.
Dr. Huygelen was dus verantwoordelijk voor de productie van vaccins voor mens en dier zoals tegen pokken, rabiës, anthrax en voor kippen- en runderziekten.
In 1959 startte hij met de ontwikkeling van weefselculturen. De ontwikkeling van een weefselkweek is belangrijk voor virologisch onderzoek.
Stan Huygelen zou een van de pioniers zijn voor de virologie in Afrika, ook al kwam dit project snel in de problemen door de onafhankelijkheid van Kongo.
Na de onafhankelijkheid werd dit labo doorgegeven aan de nationale universiteit van Rwanda.
De getuigenis van Constant Huygelen in zijn talrijke publicaties in o.a. Annales de la Société Belge de Médicine Tropicale later Tropical Medicine & International Health (TM&IH) en Nature zou in 2000 nog belangrijk zijn bij het weerleggen van de hypothese van Edward Hooper, een Britse journalist die beweerde dat AIDS accidenteel ontstond tijdens studies bij apen voor de productie van vaccins in Kongo en Rwanda onder Belgisch bestuur. Maar dit kon door Dr. Huygelen weerlegd worden want nooit werd het gebruik van chimpansees vermeld bij het CHAT polio vaccin.
In 1960 keerde zijn vrouw Lily Boeykens met hun dochter terug naar België en werd de tweede dochter geboren terwijl Stan alleen nog zes maanden in Afrika bleef.
Na zijn terugkeer in België trad hij, op vraag van Pieter de Somer in dienst als wetenschappelijk onderzoeker bij Recherche et Industrie Thérapeutiques (R.I.T.) in Genval, waar hij de leiding kreeg van het departement biologie.
RIT was een farmaceutisch bedrijf opgericht in 1945 voor de productie van penicilline. De latere rector Pieter de Somer van de Katholieke Universiteit Leuven KUL, was een van de medeoprichters.
In 1968 werd het bedrijf overgenomen door Smith, Kline & French en werd de naam veranderd in Recherche et Industrie Thérapeutiques (R.I.T.). In 1970 werden de banden met het Rega Instituut verbroken. In 1989 veranderde de naam in SmithKline Beecham Biologicals en in 2000 naar GlaxoSmithKline Biologicals GSK.
Constant Huygelen is in belangrijke mate verantwoordelijk voor dit resultaat en de huidige positie van het bedrijf.
Hij was hoofd van het departement Vaccins voor Rit (Recherche et industrie thérapeutiques). en SmithKline-R.I.T. van 1960 tot 1974. Dan werd hij verantwoordelijk voor het onderzoek (Director of Research) van 1974 tot 1977. Van 1978 tot 1986 was hij General Manager van de biologische afdeling en van 1986 Vice-president en Directeur-Generaal van SmithKline Biologicals en SmithKline.
Onder het beleid van Stan Huygelen werden belangrijke veranderingen doorgevoerd.
In 1967 beschreven Constant Huygelen, Martin du Pan, J. Peetermans en Prinzie de resultaten van klinische studies met een van de ontwikkelde rubella of Rodehond vaccins in de American Journal for Diseases of children.
Het Rubellavaccin bleek veilig en werkzaam. Systematische vaccinatie heeft sinds de jaren 70 een belangrijke impact gehad op het voorkomen van rubella.
In 1983 werd een combinatievaccin met mazelen of het MBR-vaccin op de markt gebracht.
In 1974 lanceerde het RIT een vaccin tegen griep onder de naam Gripovax of Nasoflu.
Hiervoor werd een levend vaccin gebruikt op basis van een sterk verzwakte stam die telkens werd aangepast aan de heersende epidemische griepstam.
In 1975 werd Rimevax het allereerste thermostabiele vaccin voor mazelen gecommercialiseerd.
In 1979 werd Mercevax een vaccin tegen meningitis op de markt gebracht.
Ook in 1979 ging het eerste onderzoek naar een vaccin tegen hepatitis B van start en in 1986 kwam Energix-B op de markt. In 1992 begonnen de onderzoeken naar een vaccin tegen Hepatitis A en dat resulteerde in het vaccin Havrix.
In 1984 een registratie voor een vaccin tegen waterpokken/varicella.
Stan Huygelen was ook nog betrokken bij de ontwikkeling van Infanrix een product dat gebruikt wordt voor primaire en boostervaccinatie bij kinderen tegen difterie, tetanus, pertussis en poliomyelitis.
Om het nut van deze vaccins aan te tonen bij de geldschieters had hij veel overtuigingskracht nodig. De impact van zijn werk op de volksgezondheid wereldwijd is dan ook moeilijk in te schatten. Hij was ook een van de auteurs - de enige Belg - van een memorandum van de Wereldgezondheidsorganisatie (WGO) of WHO over de bereiding van de vaccins voor hepatitis B vanuit gist op basis van recombinant DNA technologie een techniek waarbij een combinatie van DNA kunstmatig in een laboratorium wordt verkregen. (Cf. lit. 1985)
Huygelen is zo een pionier van innovatie in de geneeskunde.
Daarnaast speelde hij ook nog een belangrijke rol bij de productie van vaccins voor dieren, zoals kippen en vee.
Hij is auteur of co-auteur van 140 wetenschappelijke publicaties in tijdschriften met internationale verspreiding, vooral met betrekking tot vaccinatie en co-houder van meerdere patenten.
Constant Huygelen sloot zijn carrière af in 1992 als algemeen directeur en werd opgevolgd door Jean Stéphenne. Hij maakte de evolutie mee van een klein farmaceutisch bedrijf naar een gigantisch concern en van onderzoeker naar ondernemer. Zijn palmares is indrukwekkend.

### Prijzen, mandaten, publicaties en patenten
In 1973-1974 was Huygelen houder van een Francqui-Leerstoel aan de Universiteit Gent hij doceerde over Virale infecties en de respons van de gastheer. In 1987 ontving hij de Prix de l’innovation technologique de la région Wallonne en de Galenusprijs voor de ontwikkeling van het hepatitis B-vaccin. Voor het academiejaar 1996-1997 werd hem de George SartonMedaille toegekend op voordracht van de afdeling dierengeneeskunde van de UGent.
Behalve lid van het "expert advisory panel on biological standardization" van de WHO sinds 1979, was Huygelen ook voorzitter van de International Association for Biological Standardisation (IABS) en expert bij het Advisory Panel for Biological Standardisation hij organiseerde verschillende internationale symposia.
Hij was ook titelvoerend lid van de Koninklijke Academie voor Geneeskunde van België.
In 1997 werd een "Dr. C. Huygelen leerstoel in infecties" opgericht aan de KU Leuven.
Vanaf 1992 verschijnen er regelmatig artikels over de historiek van vaccinaties zoals een overzicht van het vaccin van Jenner tegen pokken (cf. lit. C. Huygelen, 1996)
Hij had dan ook een uitzonderlijke bibliotheek verzameld met antieke boeken over geneeskunde, Afrika en de geschiedenis van de vrouwenemancipatie.
Stan Huygelen bleef altijd actief en schreef ook een uitvoerig en gedetailleerd boek over zijn stamboom waarin ook zijn grootoom Frans Huygelen belicht wordt, maar een snel evoluerende kanker belette hem uiteindelijk om nog enkele projecten af te werken en stierf hij op 71-jarige leeftijd.